# Bob Verbeeck
Pour les articles homonymes, voir Verbeeck.
Robert « Bob » Verbeeck  (né le 5 août 1960 à Tessenderlo) est un athlète belge, spécialiste des courses de fond et de demi-fond.

## Biographie
Étudiant à l'Université d'État de l'Iowa, il remporte le titre NCAA du 1 500 m en 1984.
En 1985, à Athènes, Bob Verbeeck devient champion d'Europe en salle du 3 000 m en devançant l'Allemand Thomas Wessinghage et le Soviétique Vitaliy Tishchenko.

### Palmarès
| Date | Compétition                    | Lieu    | Résultat | Épreuve |
| ---- | ------------------------------ | ------- | -------- | ------- |
| 1985 | Championnats d'Europe en salle | Athènes | 1er      | 3 000 m |

### Records
| Épreuve | Performance    | Lieu                 | Date             |
| ------- | -------------- | -------------------- | ---------------- |
| 1 500 m | 3 min 36 s 96  | Woluwe-Saint-Lambert | 1er juillet 1984 |
| 3 000 m | 7 min 47 s 22  | Rome                 | 31 août 1984     |
| 5 000 m | 13 min 24 s 73 | Kessel-Lo            | 1er juin 1984    |